# 薩本棟

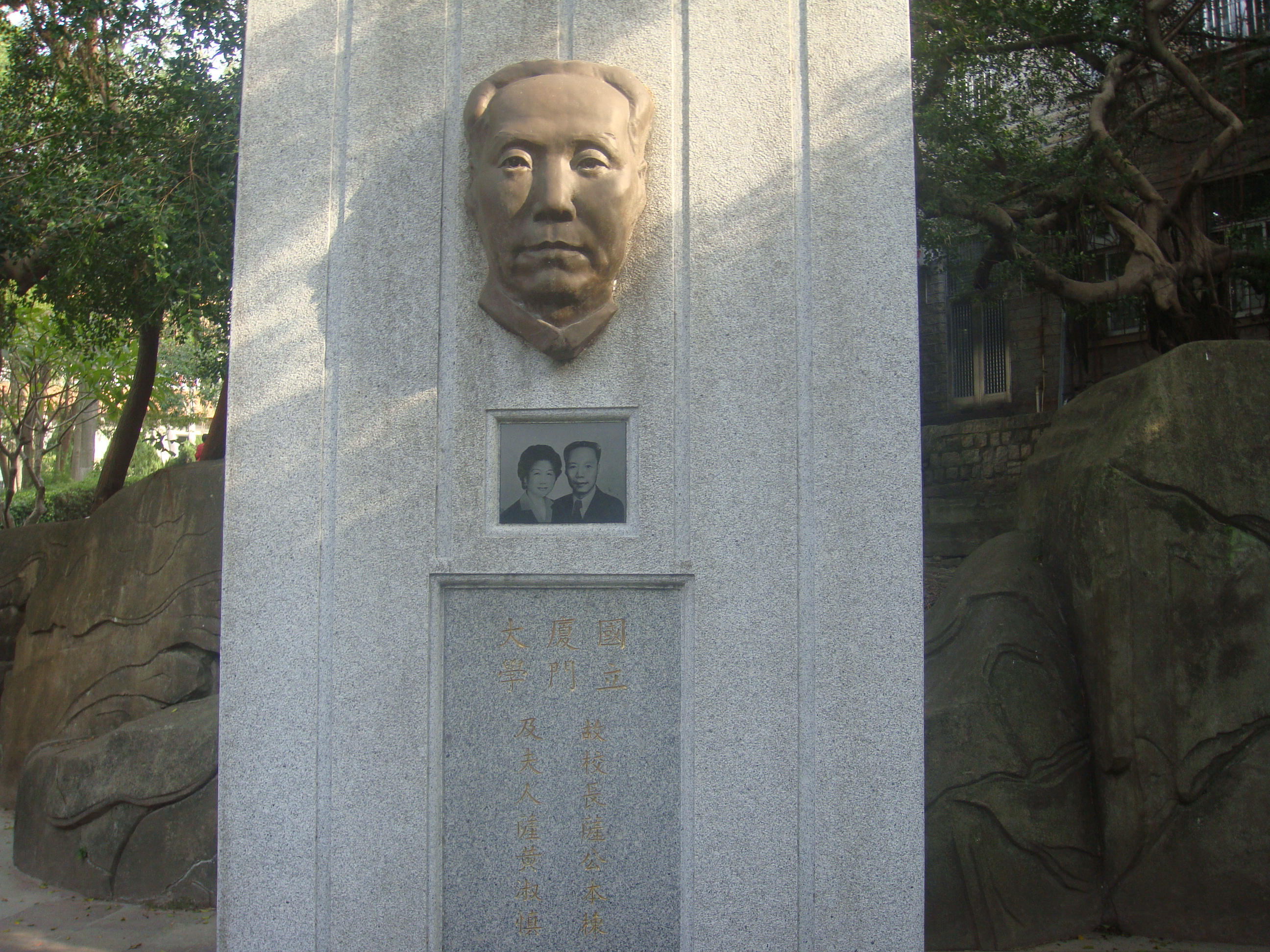
厦门大学内墓碑

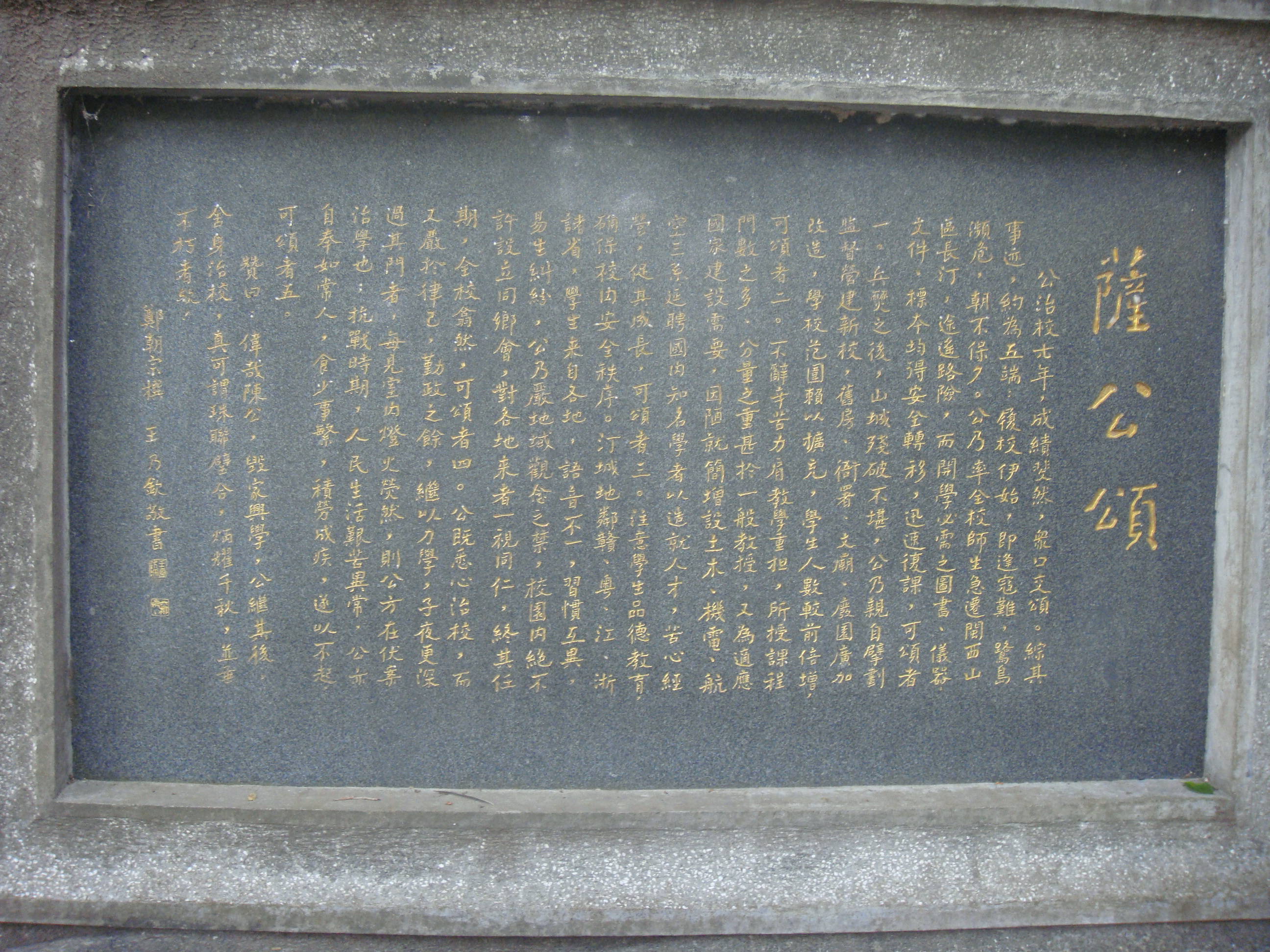
薩公颂

薩本棟（1902年7月24日—1949年1月31日），字亞棟，男，福建省福州府閩縣（今福州市）人，中国電機工程學家及教育家，中央研究院院士，曾任國立廈門大學校長。

## 生平
薩本棟出身于福州色目人薩氏家族，常稱為雁門薩氏。元代末期，其中一支後人遷居福州，为福州八大家族之一。幼時熟讀四書五經，稍長接受現代教育，1921年畢業於清華學校（清華大學前身），1922年赴美國留學，1924年畢業於史丹福大學機械系，1927年獲得麻省伍斯特理工學院博士學位。1928年回國擔任母校清華大學物理系教授，1937年至1945年擔任改为国立后的第一任廈門大學校長。时值日本侵略中国，地处沿海的厦门大学受到战火波及。萨本栋带领厦门大学师生西迁闽西长汀，艰苦办学，培养出了众多优秀人才。萨本栋领导下的厦门大学被誉为“加尔各答以东第一大学”，达到了一个空前的高度。1935年赴美擔任俄亥俄州立大學客座教授，1945年返國擔任中央研究院總幹事。国民党六大召开前夕，列入朱家骅与陈立夫联名向蒋介石推荐的98名“最优秀教授党员”之一。
他的研究課題主要在於雙矢量交流電路分析及真空管性質與效能，1943年提出利用真空管解微分方程的可能性，已觸及第一代電子計算機的研究。1948年，當選為中央研究院第一屆院士。
1949年萨本栋校长在美国逝世后，其骨灰安葬在今厦门大学建南楼群附近。

## 纪念
- 萨本栋应用物理奖

## 著作
- 《雙矢量交流電路分析》

## 家庭
- 祖父萨多文：候选县丞

### 父母
- 萨福绥，留学日本高等师范学校。任福建华侨学校校长、福建实业司秘书科长、教育司、视学南洋各岛特派视学专员、中央观象台技士、北京侨务局参事
- 杨鹤龄，为文学奖冰心的亲姨妈

### 兄弟姐妹
- 萨本铁（1900年2月3日-1987年9月19日），有机化学家、生理学家、药物学家。1912年考入清华学校。1920年毕业入美国伍斯特理工学院学习化学。1922年转入威斯康星大学化学系。1923年本科毕业，留校攻读博士学位。1926年6月获得博士学位。到耶鲁大学做博士后。1928年回国任教北平协和医学院。1929年到清华大学化学系任有机化学教授。1937年抗战爆发后执教辅仁大学。1945年日本投降前夕出任伪北京大学理学院化学系主任。1945年11月任教北平临时大学补习班。1946年到加州大学旧金山医学院药理学系做访问学者。1953年在加州大学戴维斯兽医学院任生理学教授。1967年退休
- 萨本祥，中国火箭专家、塑性力学专家杨南生生母
- 萨本袚

### 夫人
- 黄淑慎，先后担任清华大学、福建长汀侨民师范、厦门大学的体育教师

### 子女
- 萨支唐，斯坦福大学博士、伊利诺大学电机系和物理系教授、佛罗里达大学电机和电子工程系任教授和工学院首席科学家
- 萨支汉，普林斯顿大学数学博士、宾夕法尼亚大学数学系教员、纽约州立大学石溪分校教授